# هاردی کرکلند
هاردی کرکلند (انگلیسی: Hardee Kirkland; ‏ ۲۳ مهٔ ۱۸۶۸ – ۱۸ فوریهٔ ۱۹۲۹) یک کارگردان فیلم، و هنرپیشه اهل ایالات متحده آمریکا بود.

## گزیده فیلمشناسی
- بینوایان (فیلم ۱۹۱۷) (1917)
- چشم در برابر چشم (فیلم ۱۹۱۸) (1918)